# Mnemotecnica
La mnemotecnica è l'insieme di regole e metodi adoperati per memorizzare rapidamente e più facilmente informazioni difficili da ricordare. Le mnemotecniche sfruttano la naturale capacità dell'essere umano di ricordare le informazioni se sono trasformate in immagini o storie, o associate a eventi paradossali o a emozioni, consentendo quindi di aumentare la capacità naturale della memoria umana.
Sono state usate fin dall'antichità dai grandi oratori perché consentono, senza l'ausilio della lettura, di svolgere un discorso articolato precedentemente preparato. Nei metodi di apprendimento moderni l'utilizzo delle tecniche mnemoniche è tenuto poco in considerazione. Tuttavia è possibile venire a conoscenza di alcuni sistemi che consentono di applicare le mnemotecniche allo studio.

## Storia
Il nome deriva dalla dea greca Mnemosine, la memoria, madre delle Muse che proteggono l'arte e la storia. La dea memoria dà a poeti e saggi la capacità di tramandare il passato, e conferisce una forma di immortalità agli uomini le cui gesta vengono ricordate. Le tecniche di memorizzazione erano molto importanti prima della diffusione dell'alfabetizzazione, poiché la conoscenza e la tradizione culturale venivano tramandate oralmente.
È nel De oratore che Cicerone racconta la leggenda di Simonide di Ceo, l'inventore dell'arte della memoria: Simonide, sfuggito miracolosamente al crollo di una sala in cui si trovava a banchettare con altri invitati, seppe identificare i corpi dei vari commensali, resi irriconoscibili dalle ferite, ricordandosi del posto che occupavano a tavola. Da questo evento Simonide ricavò l'importanza dell'ordine e delle immagini per la memoria:
(M. T. Cicerone, Dell'oratore, a cura di A. Pacitti, 3 voll., Zanichelli, Bologna 1974, vol. II, libro II, LXXXVI, 354.)
Questa metafora dei luoghi come tavolette di cera e delle immagini come lettere dell'alfabeto è anche presente sia nella Rhetorica ad Herennium dello pseudo-Cicerone che nell'Institutio oratoria di Quintiliano, e definisce in modo inequivocabile la caratteristica essenziale dell'arte della memoria: un uso di luoghi e di immagini che tenga conto di un certo ordine. È lo stesso Cicerone a spiegarci il senso di questa arte particolare e a chiarire quelli che sarebbero i suoi fondamenti ultimi:
(M. T. Cicerone, Dell'oratore, cit., II, LXXXVII, 357)
Dunque è per queste ragioni che Cicerone ritiene che noi faremmo bene a cercare di utilizzare immagini e figure concrete per rappresentarci idee astratte ed invisibili, affinché ci sia possibile ricordarci di queste ultime con una maggiore facilità e rapidità. Le immagini, chiariscono tutti e tre gli autori citati, possono essere valide per ricordare sia “cose” (res, cioè idee, concetti) sia “parole” (verba), e risultano quindi utili sia al momento del ritrovamento degli argomenti (inventio), sia a quello dell'adattamento delle parole alle cose scoperte (elocutio). Per quanto riguarda poi le indicazioni che danno i tre autori a proposito dei luoghi e delle immagini, esse sono piuttosto varie e poco precise: la caratteristica principale che questi devono avere è quella della chiarezza, della semplicità e dell'ordine, dal momento che luoghi ed immagini devono essere visti immediatamente dagli “occhi dell'immaginazione”. Allora per i luoghi si potranno utilizzare spazi aperti o chiusi, case o piazze; per le immagini animali, oggetti, persone, statue...
Particolarmente interessanti a questo proposito sono le indicazioni date dall'autore dell'Ad Herennium, il quale consiglia la creazione di “immagini agenti” («agentes imagines»), immagini che cioè facciano un qualche effetto per la loro bruttezza o bellezza, comicità o oscenità, e risultino in questo modo più memorabili. E dicendo queste cose l'autore dell'Ad Herennium pensa soprattutto ad immagini umane che con le loro azioni ed con i loro atteggiamenti possano meravigliare, intimorire, divertire. D'altronde Cicerone consiglia in particolare all'oratore l'uso di maschere e di personaggi teatrali, in quanto particolarmente efficaci al fine di ricordare il più rapidamente possibile determinati concetti ed idee:
(M. T. Cicerone, Dell'oratore, cit., II, LXXXVIII, 359)

## Tecniche

### La tecnica dei loci
Dal latino loci, luoghi. Si posizionano le nozioni da ricordare collegandole mentalmente (in modo bizzarro) ad oggetti di un luogo familiare.
Per applicare correttamente questa tecnica, anche nota come palazzo della memoria, è opportuno richiamare alla mente dei "luoghi che conosciamo molto bene", come potrebbe essere la nostra abitazione, una via che percorriamo tutti i giorni o un qualsiasi altro posto, che non solo ci sia familiare, ma di cui ricordiamo anche i minimi particolari.
I luoghi che scegliamo per impiegare questo tipo di tecnica devono avere, possibilmente, "molti vani", così da poter collocare in ciascuno una parte del discorso o dell'informazione che vogliamo ricordare. L'immaginazione in questa tecnica è importante poiché dovremo richiamare alla mente la via che abbiamo scelto o la casa di cui vogliamo servirci.
Stabilito il luogo, occorre ora individuare nel testo che vogliamo ricordare le "parole chiave". Fatta questa operazione, immaginiamo di posizionarci nella prima tappa del nostro tragitto, la prima parola chiave che abbiamo individuato; se invece avessimo scelto di utilizzare le stanze di una casa per memorizzare il discorso, dovremo suddividere ciascuna stanza in 4 porzioni, corrispondenti a ciascun angolo, in cui andremo a collocare, virtualmente, la parola chiave.
Per rendere più vivido il ricordo, è buona norma far interagire la parola chiave con gli oggetti che sono collocati nella stanza: così, se devo ricordare la parola "procedura interistituzionale", e la colloco virtualmente nel primo angolo della mia camera in cui si trova la scrivania con il mio pc, posso immaginare di trovare questa parola scritta in carattere Tahoma, grassetto, con colore viola, sullo schermo del mio computer.
Ripetiamo quindi tutte queste operazioni, con tutte le parole chiave che abbiamo individuato nel discorso, "spostandoci" da una stanza all'altra nella casa o da un punto ad un altro della via che abbiamo deciso di percorrere, quando il discorso passa alla trattazione di un "argomento differente".

### Imagines Agentes
Le imagines agentes si possono definire come una “scenetta” composta da una sequenza di immagini non troppo lunga (in cui un attore compie un gesto, un atto su un oggetto o su un altro attore che ha però funzione di oggetto) che la nostra mente allestisce nei luoghi del teatro della memoria. La prima applicazione di tale pratica è abbastanza ovvia: è sufficiente sintetizzare un insieme coerente di concetti, una tesi, una teoria ecc. in un piccolo numero di parole chiave, associare ad esse delle immagini e farle interagire in una o più imagines agentes. Esse sono già di per sé delle mnemotecniche; crearsi delle imagines agentes di ciò che vogliamo ricordarci, meglio se poste in un luogo del nostro teatro ma non obbligatoriamente, garantisce una buona presa mnestica dei pensieri.

### La conversione fonetica
La conversione fonetica è una tecnica inventata dal matematico tedesco Stanislaus Mink von Wennsshein e divulgata da Leibniz. Permette di memorizzare dei numeri, associando ad ogni cifra un suono particolare. In tal modo si crea una corrispondenza fra i numeri da 0 a 9 e le consonanti dell'alfabeto; ovviamente, considerato che esistono più consonanti che numeri, le corrispondenze sono tra una cifra e più consonanti raggruppate per assonanza. Poiché, infatti, i numeri non sono semplici da ricordare in quanto entità astratte, con l'ausilio della tecnica della conversione fonetica si traducono anzitutto i numeri in parole e ad ognuna di esse si associa immediatamente l'immagine corrispondente. Nel dettaglio:
| Num. | Suono        | Lettere   | Esempio                               |
| 1    | dentale      | T, D      | tè, Dio, due, atto                    |
| 2    | nasale       | N, GN     | neo, Noè, gnè, anno                   |
| 3    | mugolante    | M         | amo, mio, emme                        |
| 4    | vibrante     | R         | ara, re, oro, erre                    |
| 5    | liquido      | L, GL     | ala, lui, aglio, li                   |
| 6    | palatale     | C, G      | ciao, oggi, ci, gi, agio              |
| 7    | gutturale    | CH, K, GH | oca, occhio, eco, chi, qui, ago, acca |
| 8    | labiodentale | F, V      | ufo, uva, via, uffa, avvio            |
| 9    | labiale      | P, B      | boa, ape, oppio, oboe                 |
| 0    | sibilante    | S, SC, Z  | sei, esse, zio, ozio, ascia, scia     |

Per convertire una parola in un corrispondente numerico (e viceversa) vanno rispettate alcune regole:
- Le vocali non corrispondono a nessuna cifra, quindi non vanno considerate;
- Le consonanti doppie vanno considerate come un unico suono;
- Bisogna sempre valutare il suono che la lettera produce.

Riportiamo un esempio di casellario numerico dei primi 99 numeri:
1 Tè 2 Noè 3 Amo 4 Re 5 Ali 6 Ciao 7 Ago 8 Uva 9 Boa 10 Tassì 11 Dito 12 Donna 13 Dama 14 Torre 15 Telo 16 Doccia 17 Diga 18 TV 19 Tappo 20 Naso 21 Nido 22 Nonna 23 Gnomo 24 Nero 25 Anello 26 Noci 27 Nicchia 28 Neve 29 Nebbia 30 Mazza 31 Matto 32 Mina 33 Mummia 34 Mare 35 Molla 36 Micio 37 Mago 38 Muffa 39 Miope 40 Rasoio 41 Radio 42 Ragno 43 Ramo 44 Orario 45 Rullo 46 Rocce 47 Rogo 48 Rovo 49 Arpa 50 Lassie 51 Latte 52 Lana 53 Lama 54 Alloro 55 Lola 56 Lacci 57 Lacca 58 Oliva 59 Lippa 60 Gesso 61 Gita 62 Oceano 63 Gemma 64 Cera 65 Cella 66 Cece, Ciccia 67 Cicca 68 Ciuffo 69 Giubba 70 Cassa 71 Gatti 72 Cane 73 Gomma 74 Cuore 75 Gallo 76 Chioccia 77 Cuoco 78 Gufo 79 Coppa 80 Vaso 81 Vite 82 Vino 83 Fiume 84 Faro 85 Foglia 86 Faccia 87 Fico 88 Fava 89 Fiaba 90 Pozzo 91 Petto 92 Piano(forte) 93 Pomo 94 Birra 95 Biglia 96 Bici(cletta) 97 Pacco 98 Baffi, Bava 99 Pipa
Si applica fino al 99 perché il modo più veloce è dividere a coppie i numeri, cioè a due a due, di conseguenza si memorizza nell'archivio mentale dallo 0 al 99 non dall'1 al 100.

### Lo schedario alfanumerico
È una complessa elaborazione della conversione fonetica, creata per ricordare elenchi di informazioni strutturate a capitoli o sezioni.
Consiste di fatto nel trasformare il concetto che si vuole memorizzare in una immagine, o una sequenza, o una struttura più complessa, e associarla ad una seconda che le dia un ordinamento.
Se ad esempio volessimo memorizzare delle costanti matematiche in ordine potremmo procedere come segue:
1. Trasformare i numeri delle costanti in parole (meglio se concrete). Ad esempio il pi-greco (3,1415) potrebbe essere tradotto come "amo"+"trottola".
2. Inserire ogni "immagine" così ottenuta in uno schedario mentale (come indicato sopra). Così alla posizione numero 1 ("tè") ci sarà associato un amo+trottola.
3. Costruire nella propria mente il collegamento: Mentre bevo il tè ci trovo dentro un amo seguendo il cui filo trovo una trottola.

Per rendere la tecnica efficace è fondamentale che il collegamento mentale sia creato seguendo tre criteri che si possono riassumere nell'acronimo P.A.V.: Paradosso, Azione, Vivido. Quindi dovremo immaginare una sequenza in movimento (azione) in cui succedono cose paradossali (paradosso) e che siano per noi vivide (vivide). L'esempio precedente allora potrebbe essere meglio associato come segue: Mentre bevo il tè (caldo, dolce, fruttato), sento un forte dolore al labbro che inizia a sanguinare e mi accorgo che ho un amo incastratoci dentro (fa male, sangue nel tè). Sento l'amo che tira, infatti è legato a un filo, e per liberarmi seguo il filo e, in fondo, trovo una trottola (vorticante, colorata, enorme, che salta e mi colpisce).
Un'immagine così costruita resta molto più facilmente impressa nel tempo proprio perché colpisce.
È possibile memorizzare qualsiasi cosa, non solo le traduzioni fonetiche dei numeri, a patto di trovare prima una immagine che rappresenti ciò che ci interessa. Con le parole più complesse si ricorre alla suddivisione: "filosofia" diventa ad esempio "filo" (un amico detto Filo o l'oggetto) e "Sofia" (un'amica o anche la città). Per la memorizzazione di frasi più ampie bisogna ricorrere all'utilizzo di parole chiave, poiché l'esercizio stesso della costruzione del collegamento è molto più efficace di qualsiasi altra memorizzazione auditiva.
Estensioni della tecnica:
- Crearsi due diversi schedari mentali: uno per le informazioni a lungo termine (ad esempio "dio" "neo" "uomo" "oro"...) e uno per quelle a breve ("tè" "noè" "amo" "re"...).
- Utilizzare i moltiplicatori di schede: se all'immagine associo anche un colore sarò in grado di associare ad ogni scheda più oggetti di colori diversi ottenendo di fatto più schede.

## I grandi maestri dell'arte della memoria
- Simonide di Ceo
- Platone
- Aristotele
- L'autore del trattato Rhetorica ad Herennium
- Marco Tullio Cicerone
- Marco Fabio Quintiliano
- Sant'Agostino
- San Tommaso d'Aquino
- Marsilio Ficino
- Pico della Mirandola
- Pietro Tomai
- Johann Host von Romberch
- Cosimo Rosselli
- Giulio Camillo
- Giambattista della Porta
- Giordano Bruno
- Gottfried Wilhelm von Leibniz
- Gregor von Feinaigle
- Aimé Paris
- Maurizio Silvin
- Tito Aurelj
- Henri Bergson

## Mnemonisti contemporanei
- Dominic O'Brien[1]
- Ben Pridmore[1]
- Clemens Mayer[1]
- Ramón Campayo
- Vanni De Luca
- Tony Buzan
- Andrea Muzii